# Ana Caraiani
Ana Caraiani (* 1985 in Bukarest) ist eine rumänisch-US-amerikanische Mathematikerin.
Caraiani nahm für Rumänien an der Mathematikolympiade teil (Silbermedaille 2001, Goldmedaille 2002, 2003) und studierte ab 2003 an der Princeton University mit dem Bachelor-Abschluss summa cum laude bei Andrew Wiles. In Princeton erhielt sie mehrere Preise. Danach setzte sie ihr Studium an der Harvard University fort, an der sie 2012 bei Richard Taylor promoviert wurde (Dissertation: Local-global compatibility and the action of monodromy on nearby cycles).  Danach war sie Dickson Instructor an der University of Chicago und 2013 bis 2016 Veblen Research Instructor und NSF Postdoctoral Fellow an der Princeton University und dem Institute for Advanced Study. 2016/17 war sie Bonn Junior Fellow am Hausdorff Center for Mathematics der Universität Bonn und nochmals ab 2018 Bonn Research Fellow. 2017 wurde sie Royal Society Research Fellow und Senior Lecturer am Imperial College London, an dem sie 2019 Reader und Royal Society University Research Fellow wurde. Ab 2022 hat sie außerdem den Hausdorff-Lehrstuhl an der Universität Bonn.
Sie befasst sich mit arithmetischer Geometrie, Shimura-Varietäten, dem klassischen und p-adischen Langlands-Programm, algebraischer Zahlentheorie und Galois-Darstellungen.
Sie wurde 2003/04 Putnam Fellow und erhielt den Elizabeth Lowell Putnam Prize. 2006 war sie Mitglied des Putnam-Wettbewerb-Teams, das den ersten Preis erhielt. 2007 wurde sie noch ein zweites Mal Putnam-Fellow und erhielt im gleichen Jahr den Alice T. Schafer Prize der Association for Women in Mathematics. 2014 war sie am MSRI. 2018 erhielt sie den Whitehead-Preis und erhielt die von Neumann Fellowship des IAS, was sie ablehnte, da sie in Mutterschaftspause ging. 2019 erhielt sie einen ERC Starting Grant (p-adic arithmetic geometry, torsion classes and modularity). Für 2020/21 erhielt sie den EMS-Preis (Vortrag: Reciprocity laws for torsion classes). Für 2025 wurde sie mit dem Ruth Lyttle Satter Prize in Mathematics ausgezeichnet.
Sie wurde 2020 Fellow der American Mathematical Society, insbesondere für Beiträge zum p-adischen Langlandsprogramm. 2022 war sie eingeladene Sprecherin auf dem Internationalen Mathematikerkongress in Helsinki (The cohomology of Shimura varieties with torsion coefficients and applications). 2024 wurde Caraiani zum Mitglied der Academia Europaea gewählt.

## Schriften (Auswahl)
- Local-global compatibility and the action of monodromy on nearby cycles, Duke Math. J., Band 161, 2012, S. 2311–2413, Arxiv
- Local-global compatibility and monodromy for l = p, Algebra & Number Theory, Band 8, 2014, S. 1597–1646. Arxiv
- mit Matthew Emerton, Toby Gee, D. Geraghty, V. Paskunas, S. W. Shin: Patching and the p-adic local Langlands correspondence, Cambridge Journal of Math., Band 4, 2016, Nr. 2, S. 197–287. Arxiv
- mit Peter Scholze: On the generic part of the cohomology of compact unitary Shimura varieties, Annals of Math., Band 186, 2017, S. 647–766. Arxiv
- mit M. Emerton, T. Gee, D. Geraghty, V. Paskunas, S. W. Shin: Patching and the p-adic Langlands program for GL2(Qp), Compositio Math., Band 154, 2018, S. 503–548. Arxiv
- mit P. Allen, Frank Calegari, T. Gee, D. Helm, B. Le Hung, J. Newton, P. Scholze, R. Taylor, Jack Thorne: Potential automorphy over CM fields,Arxiv 2018
- Perfectoid Shimura varieties, in: Bryden Cais (Hrsg.), Perfectoid spaces: Lectures from the 2017 Arizona Winter School, Mathematical Surveys and Monographs 242, American Mathematical Society, 2019
- mit Peter Scholze: On the generic part of the cohomology of non-compact unitary Shimura varieties, Arxiv 2019
- mit M. Emerton, T. Gee, D. Savitt: Moduli stacks of 2-dimensional Galois representations, Arxiv 2019